# صبحي الشحروري
صبحي الشحروري (1934-2019) كاتب و ناقد فلسطيني، ولد في قرية بلعا شرق محافظة طولكرم. أنهى دراسته الابتدائية في قريته، التحق بجامعة دمشق ونال إجازة في الفلسفة. بدأ الكتابة عام 1955، فكتب القصة القصيرة ونشر كتاباته في صحيــــفة «الجهاد» وبعض الصحف اللبنانية، ومن قصصه الأولى «الزامور، سلة تين، رأس الشيخ والقطار»، وفي منتصف الخمسينيات نشر في مجلة «الآداب» اللبنانية، وفي مجلة «الأفق الجديد» التي صدرت عام 1961، وكان أحد مؤسّسيها وأبرز كتابها، له نحو 15 كتابًا في نقد القصّة القصيرة والرّواية، وكتب أخرى في نقد الشّعر والسّرديات.

## حياته
بدأ الشحروري الكتابة في جيل مبكر من حياته، ونشر كتاباته وتجاربه الإبداعية في صحيفة الجهاد في القدس، ومجلة الأفق الجديد، وفي عدد من الصحف والمجلات اللبنانية أبرزها مجلة " الآداب " لمؤسسها وصاحبها سهيل ادريس، وفي صحافة المناطق المحتلة منها البيادر والفجر والكاتب، وفي مجلة كنعان التي كانت تصدر عن مركز احياء التراث العربي في الطيبة.
توفى صبحي شحروري في 10 شباط 2019 عن عمر يناهز الخامسة والثمانين، ليشيع جثمانه في بلدة بلعا في محافظة طولكرم. قال عنه الروائي والكاتب أحمد رفيق عوض: «برحيل شحروري خسر الأدب الفلسطيني ناقدًا شجاعًا لم يكن مع التيار السائد، ولم يكن من مثقفي التيار العام، كان صوتا صارخًا بالبرية، كان أصيلًا ونقده أصيلًا وشجاعًا وعميقًا؛ له منهجه الخاص بالنقد على عكس النقاد الفلسطينيين الآخرين، منهج تذوقي رفيع المستوى كان يعتمد فيه على النهج التطبيقي، على الرغم من أنه لم يخل من الانتقائية، لذلك نعتبره من النقاد أصحاب المنهج».

## مؤلفاته
كان للشحروري العديد من المؤلفات والدراسات النقدية منها:
1. المعطف القديم (قصص) القدس، منشورات البيادر 1968.
2. الداخل والخارج (قصص).
3. الأستاذ والسكين (رواية).
4. قصة موت الراعي حمدان (رواية).
5. القصة القصيرة في الأرض المحتلة، بالشراكة مع حنان عشراوي.
6. تأويل الشعر المحلي بين نهوضه واستنساخ الواقع.
7. شيء ما أبقته الريح، درسات في الشعر الفلسطيني.